# Diocesi di Lamo
La diocesi di Lamo (in latino Dioecesis Lamena) è una sede soppressa del patriarcato di Antiochia e una sede titolare della Chiesa cattolica.

## Storia
Lamo, identificata con le rovine nei pressi di Adanda Kelesi, 16 km. da Gazipaşa in Turchia, è un'antica sede episcopale della provincia romana di Isauria nella diocesi civile d'Oriente. Faceva parte del patriarcato di Antiochia ed era suffraganea dell'arcidiocesi di Seleucia, come attestato da una Notitia episcopatuum del patriarcato datata alla seconda metà del VI secolo.
Di questa diocesi sono noti due soli vescovi. Nunechio sottoscrisse nel 458 la lettera dei vescovi dell'Isauria all'imperatore Leone I dopo l'uccisione del patriarca Proterio di Alessandria. Nella lettera Nunechio si firmò come episcopus Lami et Charadri; nel 451, negli atti del concilio di Calcedonia, tra le sottoscrizioni figura anche quella di Nunechio, ma semplicemente come "vescovo di Caradro". Evidentemente tra il 451 e il 458 le due sedi furono unite, o rette dallo stesso vescovo. Il secondo vescovo noto è Eustazio, che nel secondo concilio di Nicea del 787 si firmò come indignus episcopus Lami.
Per un certo periodo, dopo l'occupazione araba di Antiochia, l'Isauria fu annessa al patriarcato di Costantinopoli. La diocesi di Lamo appare nelle Notitiae Episcopatuum di questo patriarcato nel IX, nel X e nel XIII secolo.
Dal XIX secolo Lamo è annoverata tra le sedi vescovili titolari della Chiesa cattolica; la sede è vacante dal 12 giugno 1967.

## Cronotassi

### Vescovi greci
- Nunechio † (menzionato nel 458)
- Eustazio † (menzionato nel 787)

### Vescovi titolari
- John McIntyre † (24 giugno 1912 - 24 agosto 1917 nominato arcivescovo titolare di Ossirinco)
- Thomas Shine † (13 giugno 1921 - 11 aprile 1929 succeduto vescovo di Middlesbrough)
- Henricus Lamiroy † (6 agosto 1929 - 18 dicembre 1931 succeduto vescovo di Bruges)
- Edward Myers † (10 giugno 1932 - 20 gennaio 1951 nominato arcivescovo coadiutore di Westminster)
- Sisto Mazzoldi, M.C.C.I. † (12 aprile 1951 - 12 giugno 1967 nominato vescovo di Moroto)